# Rawson Marshall Thurber
Rawson Marshall Thurber (San Francisco, 1975. február 9. –) amerikai rendező, producer, forgatókönyvíró és színész.
Thurber olyan filmeket rendezett, mint a Kidobós: Sok flúg disznót győz (2004), a Családi üzelmek (2013), a Központi hírszerzés (2016) és a Felhőkarcoló (2018).

## Fiatalkora
Thurber San Franciscoban (Kalifornia) született. A multimilliomos ügyvéd, ingatlanszakértő és motivációs előadó Marshall Thurber fia.
1997-ben végzett az Union College-ben (Schenectady, New York), ahol a Delta Upsilon testvériség tagja volt, és két éven át wide receiver pozícióban játszott egy futballcsapatban. A Kaliforniai Egyetemen a Peter Stark Produkciós programért diplomát kapott.

## Filmográfia

### Rendezőként
| Év   | Magyar cím                     | Eredeti cím                      | Feladatkör | Feladatkör   | Feladatkör |
| Év   | Magyar cím                     | Eredeti cím                      | Rendező    | Forgatókönyv | Producer   |
| ---- | ------------------------------ | -------------------------------- | ---------- | ------------ | ---------- |
| 2004 | Kidobós: Sok flúg disznót győz | DodgeBall: A True Underdog Story | Igen       | Igen         | Nem        |
| 2008 | Rejtélyes nyár                 | The Mysteries of Pittsburgh      | Igen       | Igen         | Igen       |
| 2013 | Családi üzelmek                | We're the Millers                | Igen       | Nem          | Nem        |
| 2016 | Központi hírszerzés            | Central Intelligence             | Igen       | Igen         | Nem        |
| 2018 | Felhőkarcoló                   | Skyscraper                       | Igen       | Igen         | Igen       |
| 2021 | Különösen veszélyes bűnözők    | Red Notice                       | Igen       | Igen         | Igen       |

### Színészként
| Év   | Magyar cím                     | Eredeti cím                      | Szerep                        |
| ---- | ------------------------------ | -------------------------------- | ----------------------------- |
| 2004 | Kidobós: Sok flúg disznót győz | DodgeBall: A True Underdog Story | Las Vegas-i homofób           |
| 2007 | 9 – A szám hatalma             | The Nines                        | Game Night vendég             |
| 2010 | Könnyű nőcske                  | Easy A                           | Quiznos srác                  |
| 2013 | Családi üzelmek                | We're the Millers                | Határőr                       |
| 2015 | Bérhaverok                     | The Wedding Ringer               | Rendőr                        |
| 2016 | Központi hírszerzés            | Central Intelligence             | Handsome Pants-Catcher        |
| 2021 | Különösen veszélyes bűnözők    | Red Notice                       | kimerült filmrendező a bárban |

## Fordítás
- Ez a szócikk részben vagy egészben  a   Rawson Marshall Thurber című angol Wikipédia-szócikk fordításán alapul.  Az eredeti cikk szerkesztőit annak laptörténete sorolja fel. Ez a jelzés csupán a megfogalmazás eredetét és a szerzői jogokat jelzi, nem szolgál a cikkben szereplő információk forrásmegjelöléseként.